# Vorrei essere una canzone
Vorrei essere una canzone è un singolo del gruppo musicale italiano Lo Stato Sociale, pubblicato il 14 febbraio 2017 come terzo estratto dall'album Amore, lavoro e altri miti da sfatare.

## Tracce
1. Vorrei essere una canzone – 3:48